# Friedrich Nicolai
Christoph Friedrich Nicolai (ur. 18 marca 1733  w Berlinie, zm. 8 stycznia 1811  tamże) – niemiecki pisarz i wydawca, wolnomularz.

## Dzieła

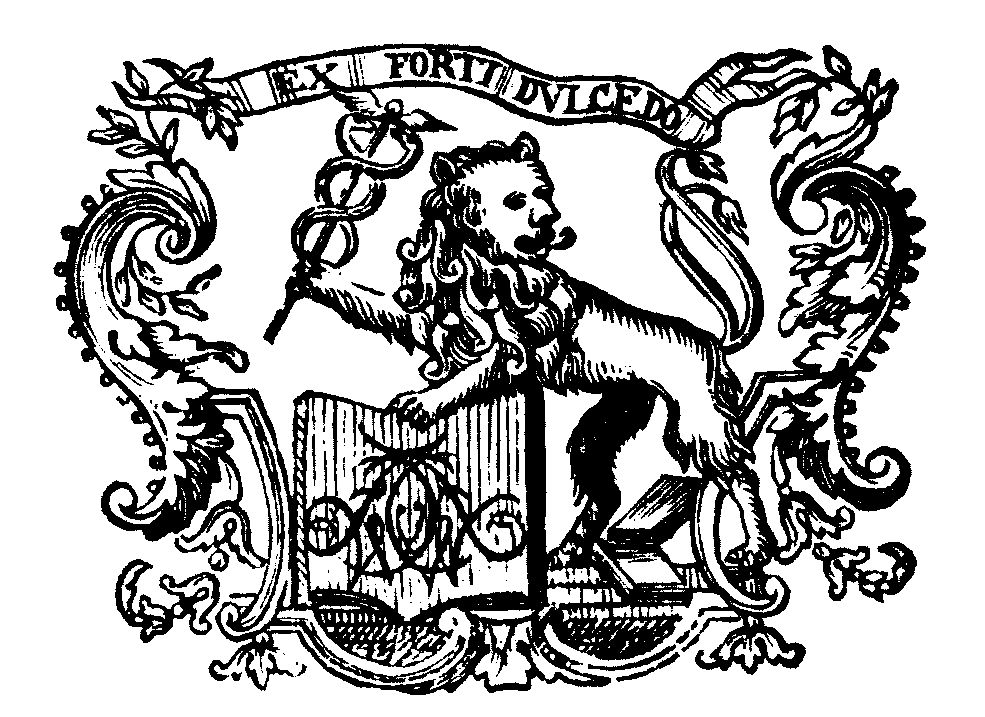
Znak typograficzny Nicolai

- Ehrengedächtniß Herrn Ewald Christian von Kleist, 1760
- Ehrengedächtniß Herrn Thomas Abbt, 1767
- Leben und Meinungen des Herrn Magisters Sebaldus Nothanker, 1773-1776
- Freuden des jungen Werthers. Leiden und Freuden Werthers des Mannes, 1775
- Eyn feyner kleyner Almanach Vol schönerr echterr liblicherr Volckslieder ..., 1777
- Ein paar Worte betreffend Johann Bunkel und Christoph Martin Wieland, 1779
- Noch ein paar Worte betreffend Johann Bunkel und Christoph Martin Wieland, 1779
- Beschreibung einer Reise durch Deutschland und die Schweiz im Jahre 1781, 1783-1796
- Geschichte eines dicken Mannes worin drey Heurathen und drey Körbe nebst viel Liebe, 1794
- Anhang zu Friedrich Schillers Musen-Almanach für das Jahr 1797, 1797
- Leben Justus Mösers, 1797
- Leben und Meinungen Sempronius Gundibert's eines deutschen Philosophen, 1798
- Vertraute Briefe von Adelheid B. an ihre Freundin Julie S., 1799
- Über den Gebrauch der falschen Haare und Perücken in alten und neuen Zeiten, 1801
- Einige Bemerkungen über den Ursprung und die Geschichte der Rosenkreuzer und Freymaurer, 1806
- Philosophische Abhandlungen, 1808